# Arkadiusz Godel
Arkadiusz Godel (n. 4 februarie 1952, Lublin, Republica Populară Polonă) este un scrimer polonez, medaliat olimpic. A participat la 2 ediții ale Jocurilor Olimpice (1972, 1976) în care a câștigat o medalie de aur.